# Proceso Pentágono
Proceso Pentágono es un colectivo de arte contemporáneo mexicano fundado en 1976, cuyos miembros originales fueron Víctor Muñoz, Felipe Ehrenberg, Carlos Finck y José Antonio Hernández Amezcua. Se les considera pioneros del arte conceptual en México. Son reconocidos como parte de la generación de los grupos.

## Historia
El trabajo de los artistas que conformaron este grupo comenzó en 1973. En 1977 participaron en la X Bienal de Jóvenes en París; en 1978 cofundaron el Frente Mexicano de Grupos Trabajadores de la Cultura y en 1979 en el Salón de Experimentación del INBA, aunque lo hicieron fuera de concurso.

## Características
Proceso Pentágono fue un grupo de artistas que en su primera etapa buscaba repercutir en el sistema cultural mexicano, transformando el proceso artístico institucional. "Ubica dentro y como lucha política, la lucha de concepciones en la práctica artística y cultural."
Usaron diversos soportes para sus prácticas artísticas, desde instalaciones, ambientaciones y gráfica. Usaron diversas temáticas en sus piezas en las que se posicionaban críticamente y apoyando luchas sociales.

## Obras
Para la X Bienal de París, participaron con una instalación en forma de pentágono con una superficie de 25 m². Los muros eran de dos metros de alto y contenían bóvedas y murallas.

## Exposiciones
- Proceso Pentágono participó en la X Bienal de París de 1977.[5]